# Aleksandra Gąsecka-van der Pol
Aleksandra Gąsecka-van der Pol (ur. 5 kwietnia 1990 w Olsztynie) – polska kardiolożka, wykładowczyni Warszawskiego Uniwersytetu Medycznego.

## Życiorys
Absolwentka I Liceum Ogólnokształcącego im. Adama Mickiewicza w Olsztynie (2009). W latach 2009–2015 studiowała medycynę na II Wydziale Lekarskim Warszawskiego Uniwersytetu Medycznego (WUM). Ukończyła je z nagrodą cum laude (Złoty Laur Absolwenta). W ramach studiów przez rok przebywała na Uniwersytecie Medycznym w Wiedniu (2012/2013) oraz przez trzy miesiące w Szpitalu Uniwersyteckim w Zurychu (2014). W 2020 otrzymała na Wydziale Lekarskim WUM stopień doktor nauk medyczny i nauk o zdrowiu (cum laude) na podstawie napisanej pod kierunkiem promotora głównego Krzysztofa Filipiaka oraz promotorki pomocniczej Moniki Budnik dysertacji Płytkowe pęcherzyki zewnątrzkomórkowe a stosowanie antagonistów receptora P2Y12 w ostrym zawale serca. W 2022 habilitowała się na WUM w dyscyplinie nauk medycznych, przedstawiwszy dzieło Nowe metody oceny funkcji płytek krwi w stratyfikacji ryzyka zdarzeń zakrzepowych i krwotocznych pacjentów z chorobami sercowo-naczyniowymi.
Od 2016 związana zawodowo z I Katedrą i Kliniką Kardiologii Warszawskiego Uniwersytetu Medycznego. Odbyła roczny staż naukowy w Laboratorium Eksperymentalnej Chemii Klinicznej Akademickiego Centrum Medycznego w Amsterdamie (2018/2019) oraz półroczne w Uniwersyteckim Centrum Medycznym w Utrechcie i w Heart Centre OLVG w Amsterdamie.
Członkini Europejskiego Towarzystwa Kardiologicznego, Polskiego Towarzystwa Postępów Medycyny, Polskiego Towarzystwa Kardiologicznego, International Society for Extracellular Vesicles, International Society on Thrombosis and Haemostasis.
Laureatka m.in.: Programu TopMinds (2017), Forbes Women (lista stu najwybitniejszych kobiet w 2020), Nagrody Ministra Zdrowia w zakresie działalności naukowej (2020), konkursu Supertalenty Medycyny „Pulsu Medycyny” (2021, 2023), Nagrody Specjalnej dla Najwybitniejszych Młodych Lipidologów Polskiego Towarzystwa Lipidologicznego (2021), Nagrody Medwoman 2022 – Naukowczyni Roku (2022, 2023),